# Новый Казбулат
 Новый Казбулат — деревня в Клявлинском районе Самарской области в составе сельского поселения Старый Маклауш.

## География
Находится на расстоянии примерно 7 километров по прямой на северо-восток от районного центра железнодорожной станции Клявлино.

## Население
Постоянное население составляло 91 человек (мордва 78%) в 2002 году, 11 в 2010 году.